# Sohrab Bachtijarizade
Sohrab Bachtijarizade (per. سهراب بختيارى‌زاده, ur. 11 września 1974 w Ahwazie) – irański piłkarz występujący na pozycji obrońcy, reprezentant Iranu.

## Kariera klubowa
Bachtijarizade rozpoczynał swoją klubową karierę w klubach z Chuzestanu, skąd przeszedł do Esteghlal Teheran. Po sukcesach w klubie z Iranu zaczął grać w lidze tureckiej przez krótki czas będąc zawodnikiem Erzurumsporu. W 2003 roku wrócił do Esteghlalu, a następnie grał w takich klubach jak: Fulad Ahwaz, Saba Kom, PAS Hamedan ponownie Fulad, Saba Kom i Esteghlal Chuzestan.

## Kariera reprezentacyjna
Bachtijarizade rozpoczynał swoją karierę w reprezentacji Iranu w 1997, kiedy to debiutował 3 października 1997 w meczu z Katarem. W 2004 był w składzie drużyny, która zajęła 3. miejsce w Pucharze Azji, po czym stracił miejsce w kadrze. Sporą niespodzianką było jego powołanie na Mistrzostwa Świata 2006. Na turnieju w Niemczech zaliczył jedną minutę występu w meczu z Portugalią oraz cały pożegnalny mecz z Angolą (1:1), w którym zdobył bramkę wyrównującą. Do tej pory rozegrał w drużynie narodowej 33 mecze i zdobył 3 bramki.